# Anaptomecus temii
Anaptomecus temii is een spinnensoort in de taxonomische indeling van de jachtkrabspinnen (Sparassidae).
Het dier behoort tot het geslacht Anaptomecus. De wetenschappelijke naam van de soort werd voor het eerst geldig gepubliceerd in 2009 door Peter Jäger, Rheims & Labarque.